# Dumești (župa Vaslui)
Dumești je rumunská obec v župě Vaslui. Žije zde přibližně 3 000 obyvatel. Obec se skládá ze čtyř částí.

## Části obce
- Dumești – 1 729 obyvatel
- Dumeștii Vechi – 337 obyvatel
- Schinetea – 52 obyvatel
- Valea Mare – 845 obyvatel